# Minalungao-Nationalpark

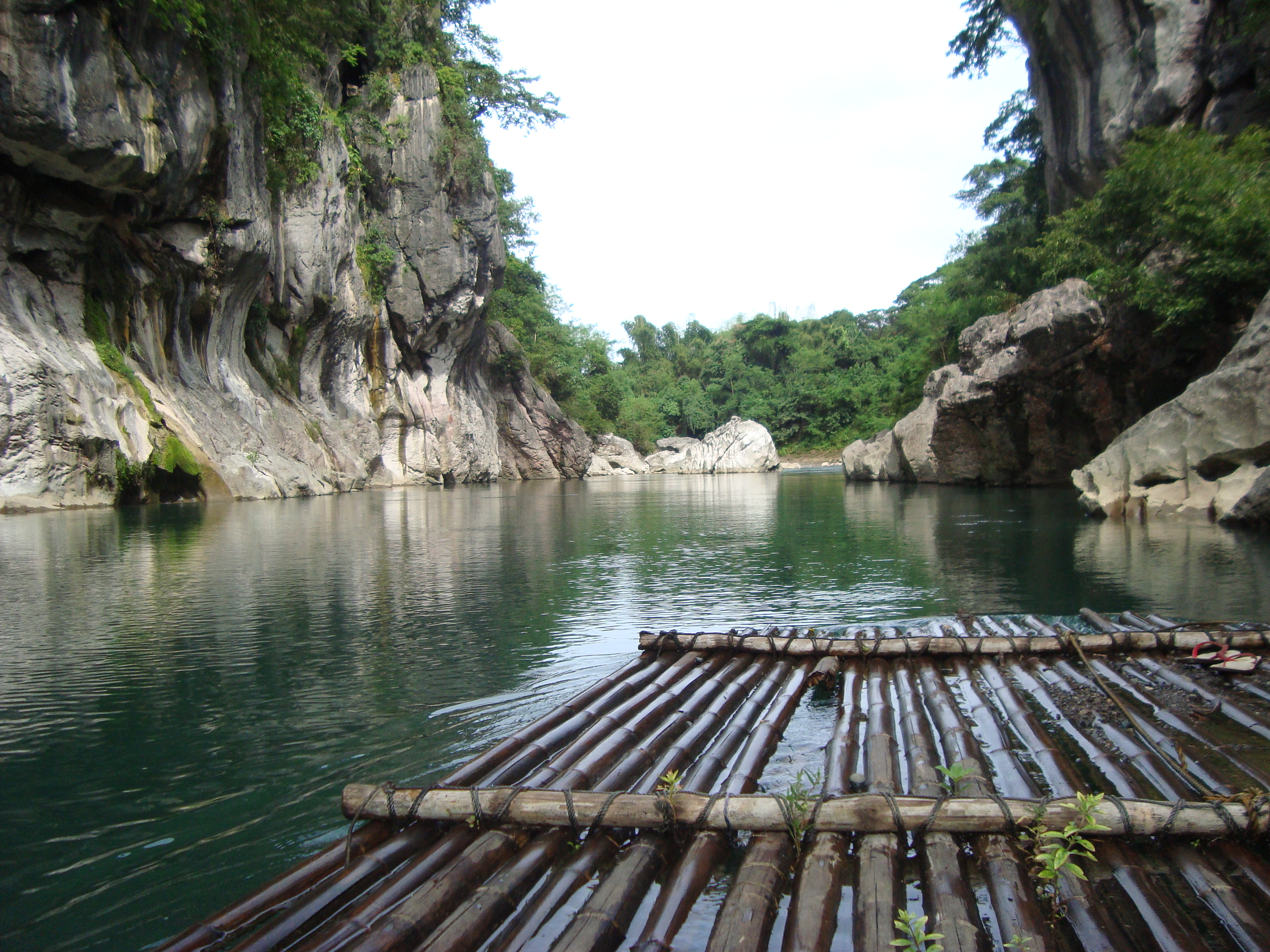

Der Minalungao-Nationalpark liegt in der Provinz Nueva Ecija auf der Insel Luzon in den Philippinen. Der Nationalpark wurde 1967 auf einer Fläche von 2003,76 Hektar im Sitio Minalungao, Barangay Pias in der Großraumgemeinde General Tinio etabliert. Der Nationalpark liegt in den westlichen Ausläufern der Sierra Madre. Der Name Minalungao stammt von den Bezeichnungen Mina und Lungao, die zusammen Gold das in Höhlen gefunden wird bedeuten.
Das Gebiet des Nationalparks gilt bisher nur wenig erforscht, zu den Hauptattraktionen gehören mehrere Höhlensysteme. Der Nationalpark liegt im Quellgebiet des Peñaranda River, der sich zum Teil tief in das Kaarstgestein eingegraben hat und eine canyonartige Schlucht geschaffen hat.